# Cuarteto Latinoamericano

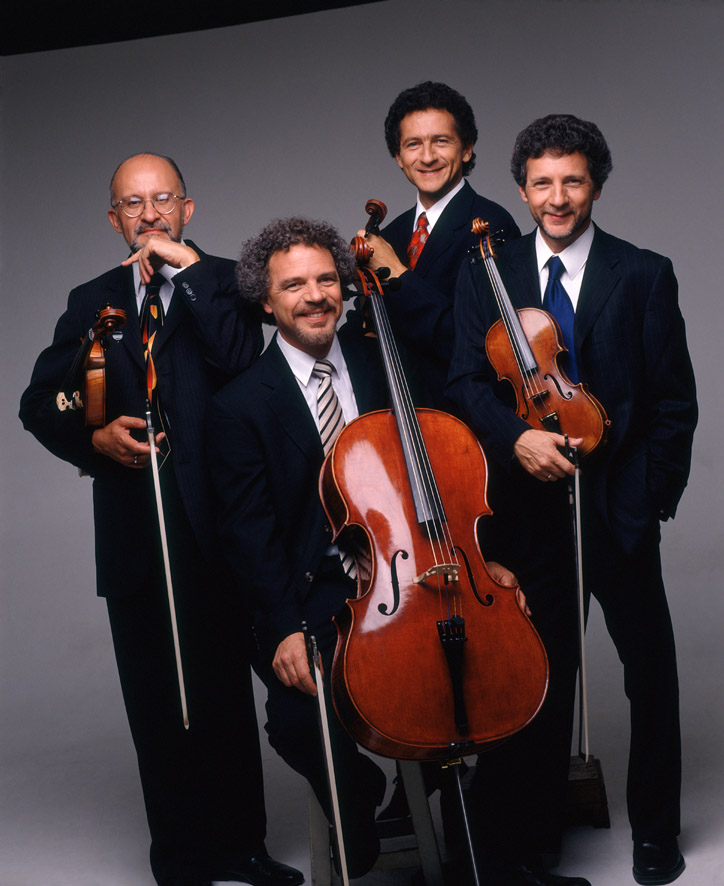
Cuarteto Latinoamericano

Cuarteto Latinoamericano es un cuarteto de cuerda fundado en México en 1981, el cual se caracteriza por difundir obras de compositores de América Latina en diferentes foros musicales del mundo.

## Historia
Fue fundado en México en 1981. Sus integrantes son Javier Montiel Llaguno (viola) y los hermanos Álvaro (violonchelo), Saúl (primer violín) y Arón Bitrán Goren (segundo violín). Desde su fundación el cuarteto ha realizado diversas giras artísticas en Estados Unidos, Canadá, Europa, Asia, Australia y América Latina. Cuenta con más de setenta discos compactos grabados. Su grabación con obras de Heitor Villa-Lobos, Silvestre Revueltas y Alberto Ginastera fue considerada como una de las mejores de 1989 por el New York Times. 
De 1987 a 2007 fue el cuarteto residente de la Universidad Carnegie Mellon. En 1991, el Cuarteto Latinoamericano fue homenajeado por las ciudades de Pittsburgh en Estados Unidos y Toronto en Canadá por su labor cultural. Los alcaldes de ambas ciudades instituyeron el “Día del Cuarteto Latinoamericano”. En 2002 fue nominado al Premio Grammy por su grabación Villalobos y en 2012 recibió el premio por su disco Brasileiro, works of Francisco Mignone.

## Labor de difusión cultural y labor pedagógica
En 2004, 2007-2009 y 2009-2011, el Fondo Nacional para la Cultura y las Artes (FONCA) apoyó al Cuarteto Latinoamericano para que llevara a cabo actividades pedagógicas, de difusión y de investigación, así como para efectuar varios conciertos, especialmente durante el marco de las celebraciones del bicentenario de la independencia de México. 
Sus integrantes han realizado labores pedagógicas para el Centro Cultural Ollín-Yoliztli en la Ciudad de México, el Conservatorio de las Rosas en Morelia. Por otra parte promovieron la creación de la Academia Latinoamericana de Cuartetos de Cuerda en Caracas, colaborando de esta manera con la Fundación del Estado para el Sistema Nacional de las Orquestas Juveniles e Infantiles de Venezuela.